# Ząb (film 1972)
Ząb (ros. Зубная Быль) – radziecki krótkometrażowy film animowany z 1972 roku w reżyserii Wołodymyra Dachno. Scenariusz napisał Michaił Tatarski.

## Fabuła
O tym, jak wielkie „oczy” ma strach przed dentystą, przekonują zabawne perypetie bohatera filmu, który podejmuje wiele nieudanych prób pozbycia się bolącego zęba.